# Gebruiksmuziek
Gebruiksmuziek is muziek die is geschreven om te gebruiken. Het omvat alle werken van tevens moderne componisten en arrangeurs, die als doel en waarde hebben dat ze mogelijk gebruikt kunnen worden. Gebruiksmuziek in verbinding met de gebruiksopera voor het eerst vermeld in een artikel van het muziektijdschrift Die Signale, in 1918.

## Omgrenzing
De term gebruiksmuziek omvat een breed spectrum: pedagogische literatuur, speelmuziek, filmmuziek, schoolopera's. Een groot gedeelte van de in de jaren twintig van de 20e eeuw onder 'gebruiksmuziek' samengevatte literatuur werd halverwege de 20e eeuw nog betiteld als 'zang- en speelmuziek', ofwel 'gemeenschapsmuziek'. Ook floreerde in die tijd de 'huismuziek', eenvoudige bewerkingen of originele composities van barokke en klassieke meesters die in huiselijke kring gemusiceerd konden worden, bijvoorbeeld door een blokfluitensemble of strijkje.
Daarnaast was er de salonmuziek, in drie hoofdvormen:
1. De originele 'Pièces de Salon', die floreerden gedurende bijna de hele 19e eeuw. Ze vormen bijna een genre apart, met korte romantische of sferische stukjes die speciaal geschreven werden met het oog op thuisuitvoering of uitvoering in besloten kring, meest voor piano solo. Veel componisten bleven onbekend, maar ook bekendere componisten schreven dit repertoire, zoals Grieg, Mendelssohn, Fauré, Brahms, Schubert en Schumann.
2. De transcripties van grote orkestwerken die door componisten bewerkt werden tot quatre-mains of pianosoloversies, en die in huiselijke kring werden gemusiceerd. (Er waren nog geen radio's of cd's aan het eind van de 19e en begin van de 20e eeuw.) Bijvoorbeeld de symfonieën van Beethoven, die door Liszt of anderen werden getranscribeerd.
3. De salonmuziek die oorspronkelijk tussen circa 1880 en 1940 in koffie- en theehuizen werd gespeeld, en die ook heden ten dage weer tot klinken komt door salonensembles zoals "Salonorkest Pluche". Zigeunermuziek in restaurants behoorde er ook toe, evenals barmuziek, en overige achtergrondmuziek.

## Wijzigende omgrenzing
Tegenwoordig spreekt men liever weer van 'gebruiksmuziek' of zelfs amusementsmuziek. Daaronder vallen tegenwoordig ook weer de achtergrondmuziek, ofwel 'muzak' die in winkelcentra, op stations en vliegvelden te 'horen' is, en muziek die bij televisieproducties wordt gebruikt, filmmuziek, jingles, tunes, muziek bij commercials, vele popsongs en videoclips. Maar ook de educatieve muziek, die in lespraktijken wordt gebruikt, waaronder boeken met arrangementen van populaire songs, en eenvoudige transcripties van klassieke werken vallen hier onder.

## Bron
- Wörner, K, 1977, Geschiedenis van de muziek, Spectrum, ISBN 902748256X